# 捷克斯洛伐克第二共和國
捷克斯洛伐克第二共和國（捷克語：Druhá československá republika，斯洛伐克語：Druhá česko-slovenská republika）在1938年9月30日至1939年3月15日期間一共存在169天。由波希米亞、摩拉維亞、西里西亞以及斯洛伐克和下喀爾巴阡魯西尼亞的自治區組成，下喀爾巴阡魯西尼亞的自治區於1938年12月30日改名為喀尔巴阡乌克兰。
捷克斯洛伐克第二共和國的成立是《慕尼黑協定》之後的事件，捷克斯洛伐克被迫在1938年10月1日將德國人居住的蘇台德地區割讓給德國，《慕尼黑協定》簽訂後，德國政府向外國外交官明確表示捷克斯洛伐克現在是德國的附屬國，因此捷克斯洛伐克政府試圖討好德國，如禁止國內共產黨的活動，將所有在捷克斯洛伐克的德國教育機構中任職的猶太教師停職，並頒布法律，允許國家接管猶太公司。此外，政府還允許國內銀行處於德國和捷克斯洛伐克的共同控制之下。 11月2日，根據《第一次維也納裁決》，斯洛伐克和下喀爾巴阡魯西尼亞南部地區被割讓給匈牙利。
1939年3月15日，德國入侵捷克，並將捷克地區併入波希米亞和摩拉維亞保護國，捷克斯洛伐克第二共和國因此解散。在德國被占領的同一天，捷克斯洛伐克總統伊米爾·哈卡被德國政府任命為波希米亞和摩拉維亞保護國的總統，並在整個戰爭期間一直擔任這職務。

## 歷史
《慕尼黑協定》導致捷克失去了其總面積的38%，其中約有320萬德國居民和75萬捷克居民。由於缺乏自然邊界，並失去了昂貴的邊界防禦設施，因此捷克斯洛伐克已經被大大削弱，在軍事上巳無法自衛。
匈牙利獲得了斯洛伐克南部和魯塞尼亞南部的11,882平方公里（4,588平方英里）；根據1941年的人口普查，這塊領土上大約86.5%的人口是匈牙利人。波蘭獲得了特辛鎮及周邊地區--約906平方公里（350平方英里），約25萬居民，大部分是波蘭人，以及斯洛伐克北部的兩個小邊界地區，更確切地說，是斯皮什和奧拉瓦地區--226平方公里（87平方英里），4280居民，只有0.3%的波蘭人。捷克斯洛伐克政府在安置逃往捷克斯洛伐克剩餘領土的11.5萬名捷克難民和3萬名德國難民方面遇到了一些問題。
捷克斯洛伐克的政治制度也處於混亂之中。 10月5日爱德华·贝奈斯辭職後，根據憲法，總理揚西羅維（Jan Syrový）接管了大部分總統職責，並直到1938年11月30日伊米爾·哈卡被選為總統。哈查被選中是因為他信天主教和奉行保守主義，以及沒有參與任何導致國家分裂的政府。伊米爾·哈卡於1938年12月1日任命1933年以來的農業黨領導人魯道夫貝蘭（Rudolf Beran）為總理。
與大多數農民不同，貝蘭對自由主義和民主持懷疑態度。雖然共產黨被解散，但其成員被允許留在議會中。嚴格的審查制度被實行，同時還引入了《授權法》，允許政府在沒有議會的情況下進行統治。捷克土地上其餘的大多數非社會主義政黨合併為民族團結黨，並由貝蘭擔任領導人。

## 內部關係緊張
被大大削弱的捷克斯洛伐克共和國被迫對非捷克人作出重大讓步。在《慕尼黑協定》之後，捷克斯洛伐克軍隊將其原本在捷克國土上的部分部隊轉移到斯洛伐克，意在對抗匈牙利侵略斯洛伐克邊界的明顯企圖。
捷克斯洛伐克政府接受了《日利納協議》，該協議規定在1938年10月6日由除了社會民主黨以外的所有斯洛伐克政黨組成一個斯洛伐克自治政府。約瑟夫·蒂索被提名為首腦。唯一保留的共同部門是國防部、外交部和財政部。作為協議的一部分，正式採用了捷克斯洛伐克這個簡稱。
同時，魯西南地區的兩個主要派別，親俄派和親烏派，同意建立一個自治政府，該政府於1938年10月8日成立。反映了當時烏克蘭民族意識的傳播，由阿夫胡斯廷沃洛辛領導的親烏克蘭派獲得了自治政府的控制權，亞喀爾巴阡山脈魯西南地區被重新命名為喀爾巴阡烏克蘭。

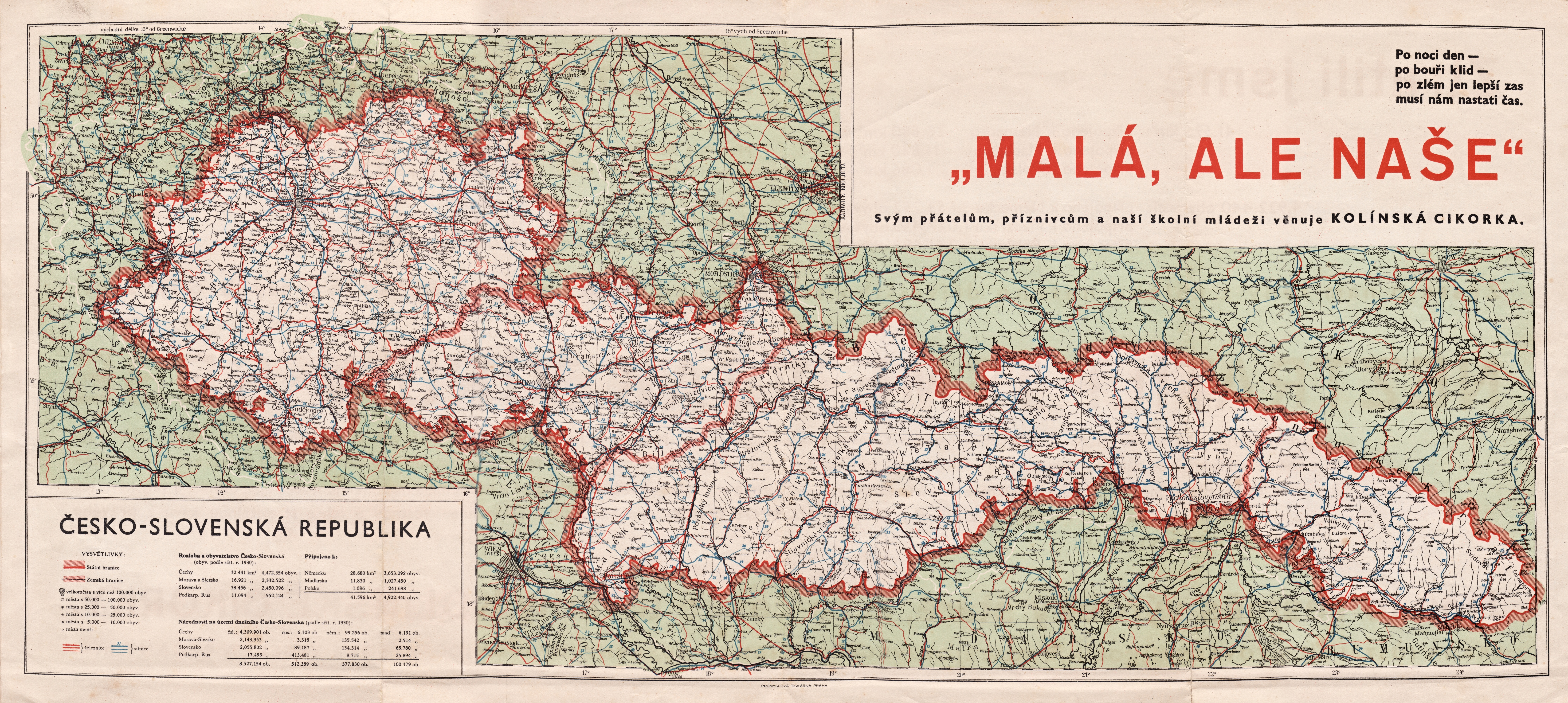
第二共和國的地圖

10月17日，阿道夫·希特勒接見了費迪南·烏爾昌斯基、弗朗茨·卡爾馬辛和亞歷山大·馬赫。 1939年1月1日，斯洛伐克國家議會開幕。 1月18日，斯洛伐克議會舉行了第一次選舉，斯洛伐克人民黨獲得了98%的選票。
2月12日，沃伊特·圖卡和卡爾馬津會見了阿道夫·希特勒，2月22日，約瑟夫·蒂索在向議會介紹斯洛伐克政府時提議成立一個自治的斯洛伐克共和國。 2月27日，斯洛伐克政府要求中央政府將駐紮在斯洛伐克的捷克斯洛伐克軍隊斯洛伐克化，並要求將斯洛伐克的大使和領事任命為斯洛伐克自治地區的代表。但捷克斯洛伐克內部關係依然持續緊張。
1939年3月1日，捷克斯洛伐克政府的部長委員會召開會議，會上集中討論了斯洛伐克脫離國家的問題。約瑟夫·蒂索和其他斯洛伐克政治家之間存在一些分歧，卡羅爾·西多爾（代表斯洛伐克政府參加會議）回到布拉迪斯拉發與蒂索討論此事。3月6日，斯洛伐克自治政府宣佈忠於捷克斯洛伐克共和國，並希望繼續作為該國家的一部分。
3月7日，在與赫爾曼戈林的會談中， 瓊山斯基和圖卡被逼迫宣布脫離捷克斯洛伐克國家自治。兩天后，他們返回後，赫林卡衛隊被動員起來，這又迫使捷克斯洛伐克總統伊米爾·哈卡做出反應，宣佈在斯洛伐克實行戒嚴。

## 捷克斯洛伐克分裂
1939年1月，德國和波蘭之間的談判破裂了。希特勒計劃於3月15日上午入侵波希米亞和摩拉維亞。在此期間，希特勒與斯洛伐克人民黨和匈牙利王國及其在斯洛伐克的匈牙利少數民族代表進行談判，準備在入侵前商議分柝捷克斯洛伐克第二共和國。 3月13日，希特勒邀請約瑟夫·蒂索到柏林，在那裡他向蒂索提出了宣布斯洛伐克從捷克斯洛伐克分離的建議。
如果在同意情況下，德國將成為斯洛伐克的保護者，不允許匈牙利向斯洛伐克提出任何額外的領土要求。如果斯洛伐克拒絕，德國將佔領波希米亞和摩拉維亞，並對斯洛伐克的命運不聞不問。但實際上，这无异于將斯洛伐克留給匈牙利和波蘭（波蘭自波蘭和捷克斯洛伐克戰爭之後就一直對斯洛伐克的特辛鎮及周邊地區提出主權要求）。會議期間，約阿希姆·馮·里賓特洛甫傳遞了一份假報告，說匈牙利軍隊正在接近斯洛伐克的邊界。最終約瑟夫·蒂索同意，之後希特勒允許他組織一次斯洛伐克議會（斯洛伐克國議會）會議，該會議將批准斯洛伐克獨立。
3月14日，斯洛伐克議會召開會議，聽取了約瑟夫·蒂索關於他與希特勒討論的報告以及獨立宣言。一些議員對做出這樣的舉動持懷疑態度，但當卡爾馬辛宣佈任何推遲宣佈獨立的行為都會導致斯洛伐克被匈牙利和波兰瓜分時，辯論很快被平息。在這種情況下，議會一致宣佈斯洛伐克獨立，而約瑟夫·蒂索被任命為新共和國的第一任總理。第二天，約瑟夫蒂索發出一封電報（實際上是前一天在柏林寫的），要求德國對這個新成立的國家保護。這一請求被欣然接受。
與此同時，捷克斯洛伐克總統伊米爾·哈卡在3月15日凌晨被召見，與阿道夫·希特勒和赫爾曼·戈林會面，並告知哈查納粹的入侵計劃即將到來。在這裡，伊米爾·哈卡被威脅要對布拉格進行空中轟炸，除非他簽署一份文件，命令捷克斯洛伐克軍隊投降，並在德國的保護和統治下建立波希米亞和摩拉維亞保護國。經過幾番折騰，他被迫簽署了這份文件，儘管他事先並沒有徵求議會的意見。
3月15日上午，德國軍隊進入波希米亞和摩拉維亞，沒有遇到抵抗。匈牙利佔領喀爾巴阡山脈時雖遇到了抵抗，但匈牙利軍隊很快將其擊潰。 3月16日，希特勒前往捷克斯洛伐克，在布拉格城堡宣佈建立波希米亞和摩拉維亞保護國。捷克斯洛伐克最終在外國侵略、民族分裂和內部緊張局勢的影響下垮台了。隨後，戰時斯洛伐克被其支持者理想化為唯一的民主堡壘，尽管被獨裁和法西斯政權包圍。捷克斯洛伐克也被反對者譴責為一個人為的、由捷克人主導的、由第一次世界大戰的戰勝國（特別是法蘭西第三共和國和大英帝國）的知識分子創造的不可行的國家。
第二次世界大戰後，捷克斯洛伐克第三共和國重新建立，並重新獲得了幾乎所有的領土，只有被蘇聯吞併的魯西南地區和被波蘭吞併的斯洛伐克的一小部分領土除外。